# 24062 Гардістер
24062 Гардістер (24062 Hardister) — астероїд головного поясу, відкритий 4 жовтня 1999 року.
Тіссеранів параметр щодо Юпітера — 3,612.